# Michael Lantieri
Michael Lantieri (13 de agosto de 1954) é um especialista em efeitos visuais estadunidense. Venceu o Oscar de melhores efeitos visuais na edição de 1994 por Jurassic Park, ao lado de Dennis Muren, Stan Winston e Phil Tippett.